# Nelson Ruiz
Nelson Antonio Ruiz Rincón (Maracaibo, Venezuela, 25 de mayo de 1949 - Guacara, Venezuela 18 de octubre de 2018) fue un boxeador venezolano. Compitió en la categoría masculina de peso ligero en los Juegos Olímpicos de México de 1968.

## Carrera
Hijo de otra gloria del boxeo venezolano Juan José Ruíz o J.J. Ruiz, quien también fue un destacado árbitro del béisbol profesional venezolano LVBP y de Ana Isolina Rincón García, ambos nacidos en Maracaibo y que de dicha unión nació el destacado boxeador y su hermana Minerva Josefina. 
Comenzó en el mundo del boxeo a los 14 años bajo la tutela del profesor Manuel Gallardo en San Joaquín estado Carabobo y se mantuvo en el sector aficionado hasta 1968, dónde combatió contra Pedro Pablo Moreno, Alirio Peláez, Pedro Acosta con quien realizó la primera pelea y con José Pulido Morales, entre otros, cómo aficionado realizó 168 peleas.
Antes de las Olimpiadas de 1968, Ruiz ganó el campeonato en los Juegos Deportivos de Carabobo en tres ocasiones y también logró el Campeonato Nacional de Boxeo en Caracas y en Maracaibo, antes de haber sido tomado en cuenta para ir a las Olimpiadas de México de 1968.
En 1968, después de haber participado en el campeonato nacional de Maracaibo, fue seleccionado para formar parte de la preselección para asistir a los Juegos Olímpicos de México de 1968, se realizó la eliminatoria y resultó seleccionado en su peso, bajo las instrucciones de los entrenadores Melquiades Sanz “Tabaquito”, Juan Rivas, Edecio Escobar y Eleazar Castillo. Luego de haber superado a los contrarios, en las eliminatorias, fue a México junto con Armando Mendoza, “Morochito” Rodríguez y entre otros, allí ganó la primera pelea a un tailandés, la segunda la perdió en una decisión, que según el propio Ruiz, dicha combate tuvo parcialidad hacia el coreano Kim Sa-young.
1971 Ruiz debuta en el Boxeo profesional, bajo la dirección de Melquiades Sanz, realizó la primera pelea contra Alberto Bidu y totalizó 29 peleas de las cuales ganó 26,  23 de ellas por KO fulminantes, 3 por decisión, 2 derrotas y 1 empate. De las victorias por KO, 15 fueron en el primer asalto y al mexicano Ray Reyes le propinó un KO en 30 segundos. Esto le valió para ser clasificado en el séptimo lugar del ranking de la AMB y octavo del CMB.
Entre los contendores que enfrentó Ruiz en su trayectoria profesional, podemos mencionar a Felipe Vacca, José Colón, Larry Adkins, Roberto Gómez, Rodrigo Delgado, Carlos Rojas, Carlos Palomino, José Valenzuela, Dave Wyatt, Milton Méndez, Dorman Crawford, Eddie Perkins, Hernán Grimaldi, Rocky Mosqueda y Felipe Cariaco, entre otros.
En 1978, después de haber realizado la pelea contra Rocky Mosqueda, a quien le ganó por KO en el segundo asalto, Ruiz sintió una gran decepción cuando sus apoderados no lograron la pelea por el título mundial contra “Mantequilla” Nápoles, aunque ese encuentro se conversó varias veces, jamás se dio el enfrentamiento, para ese entonces El Novato de Oro contaba con 28 años de edad, aún podía dar más en el boxeo, pero la aspiración que era la contienda por el título mundial no se logró, además la derrota sufrida ante gran Eddie Perkins en Barquisimeto Estado Lara, sumió a Ruiz en una decepción que causó que tomara la decisión de retirarse del boxeo.  
Después de su retiro, El Novato de Oro recibió otras ofertas que declinó. Nelson Ruiz  dedicó su restante vida a su hogar y vida familiar, así como a la formación de talentos en el gimnasio de Guacara, estado Carabobo; de dónde se han destacado atletas como Adonis García y Yamín Villegas campeón y campeona nacional respectivamente, así como su propio hijo El Niño Ruiz, quien tiene una destacada carrera profesional en el Boxeo en México, Panamá y Estados Unidos. También tuvo como pupilos a Carlos Álvarez, Félix Mendoza y José López. Hacia el final de su vida, Ruiz reconoció que la calidad del boxeo había disminuido considerablemente, y que las nuevas generaciones de atletas necesitan mayor atención por parte de los entes gubernamentales correspondientes y del sector privado. 
EL Gran Boxeador Nelson Antonio Ruiz Rincon, murió el 18 de octubre de 2018, a los 68 años de edad, en Guacara Estado Carabobo, luego de pasar algunos meses quebrantado de salud por el progresivo avance del alzheimer, enfermedad que le había sido diagnosticada hacia algún tiempo, rodeado de su madre Ana Isolina, de su esposa Mahidez de Ruiz,  sus hijos Nelson, Nelson Antonio, Juan, Adolfo, Lennys y Maydeliz, sus nietos, sus  hermanos, y demás familiares y amigos. 